# رزمری مورفی
رزماری مورفی (انگلیسی: Rosemary Murphy; ۱۳ ژانویهٔ ۱۹۲۵ – ۵ ژوئیهٔ ۲۰۱۴) هنرپیشه اهل ایالات متحده آمریکا بود.

## گزیده فیلمشناسی
از فیلم‌ها یا برنامه‌های تلویزیونی که وی در آن نقش داشته‌است می‌توان به آثار زیر اشاره کرد.
- کشتن مرغ مقلد (فیلم) (۱۹۶۲)
- سربلند (فیلم ۱۹۷۳) (۱۹۷۳)
- ۴۰ قیراط (فیلم) (۱۹۷۳)
- جولیا (فیلم ۱۹۷۷) (۱۹۷۷)
- زیرشیروانی (فیلم ۱۹۸۰) (۱۹۸۰)
- ' (۱۹۸۱)
- سپتامبر (فیلم ۱۹۸۷) (۱۹۸۷)
- برای پسران (۱۹۹۱)
- آب را نخورید (۱۹۹۴)
- آفرودیت توانا (۱۹۹۵)
- پیامی در بطری (فیلم) (۱۹۹۹)
- گرد و غبار (فیلم ۲۰۰۱) (۲۰۰۱)
- خانواده سوج (۲۰۰۷)
- بخش‌گویی، نیویورک (۲۰۰۸)
- پس از زندگی (۲۰۰۹)
- رمانتیسم (فیلم) (۲۰۱۰)